# María Teresa Oller Benlloch
María Teresa Oller Benlloch (València, 1920 - València, 2 de setembre de 2018) fou una compositora i folklorista valenciana. Des dels anys 50 va fer un extens treball de camp per a recopilar la música tradicional valenciana, posar-la en valor i donar-la a conéixer en nombroses publicacions.

## Biografia
El seu interés des de la infància no va ser únicament per la música acadèmica sinó també per la música popular. Des de ben menuda va sentir atracció per la música que sentia al carrer, principalment per la música de festa que protagonitzaven la dolçaina i el tabalet a les festes de la ciutat, com ara el Corpus i per les cançons de carrer com les que cantava el granerer, el castanyer i el fuster, o aquelles que cantaven els xiquets, per exemple l’Estoreta velleta o les cançons d’arguilando. Així mateix les estades en el mas de la seua família a Alcoi li van fer conéixer la música popular de caràcter rural.
Va estudiar al Conservatori de Música de València i va obtindre el “Premi extraordinari” en les disciplines de piano i composició. Manuel Palau va ser el seu mestre de composició, direcció de cors i orquestra, musicologia i pedagogia musical, i es va convertir en una deixebla predilecta. Va seguir els consells del Mestre Palau i així va ampliar els seus estudis de música amb el professor Ernet Jarnack, amb l'Orquestra Walker Wagenheim i amb l'especialista coral, Rafael Benedito. En 1954 obtingué una pensió de la Diputació de València per a perfeccionar estudis de composició.
D’aquells primers treballs cal destacar la investigació realitzada a la comarca de la Vall d'Albaida on va visitar tots els pobles mentre recopilava cançons com el fandango de Palomar o les danses de Bèlgida. També va fer un extens treball a la comarca de la Ribera amb la documentació de la música d'Algemesí. D’aquella època també és la recollida de la dansa dels Porrots de Silla.

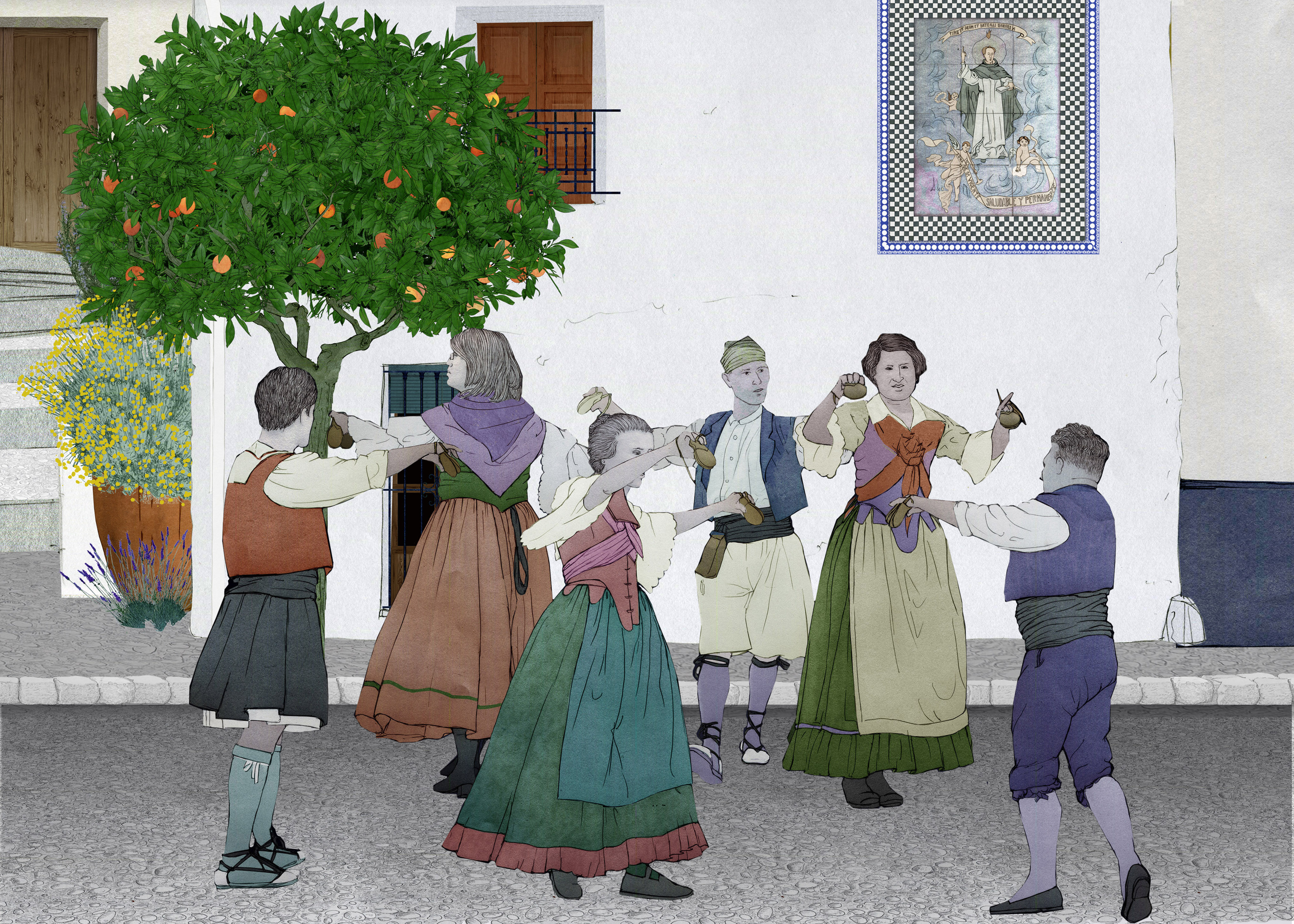
Danses tradicionals valencianes

Va investigar i transcriure polifonies dels segles XVI, XVII i XVIII a l’Arxiu de la Catedral de València i a l’Arxiu del Reial Col·legi del Corpus Christi de València.
El 1969 obtingué del Premi Joaquín Rodrigo per l'obra Veus del blau i del grisenc, per a cor mixt, on musicà tres poemes de Maria Ibars: Mar dormida, Plany i Cançoneta del Montgó, posteriorment publicats el 1974. A partir de 1974 va començar a treballar amb un equip de recopiladors coordinats per Salvador Seguí Pérez, del qual també va formar part Fermín Pardo, Sebastián Garrido, Ricardo Pitarch i José Luis López, com a transcriptor exclusivament. La Fundació March va finançar este grup a través d’una beca concedida al musicòleg Salvador Seguí per a viatjar a les diferents comarques de la província de València i recollir cançons i melodies. María Teresa Oller va ser l'encarregada de recórrer els pobles dels Serrans, el Camp de Túria, la Vall d’Albaida i l'Horta de Gandia. L'any 1976, la Institució Alfons el Magnànim de la que formava part la Secció de Música Folklòrica de l'Institut d’Etnologia Valenciana a la qual pertanyia este grup, va decidir ajudar-los per a ampliar la recerca amb interés per fer un Cançoner tradicional musical de Castelló i València i així completar la tasca desenvolupada els darrers anys per Salvador Seguí amb la publicació del Cançoner de la província d’Alacant. Com a culminació de tot el treball d'este període, l’any 1980, la Institució Alfons el Magnànim va publicar el Cancionero Musical de la provincia de Valencia en el qual va col·laborar María Teresa Oller.
És en este període on este equip va fer una gran tasca de recopilació de materials, textos i melodies de mayos de moltes poblacions del Camp de Requena-Utiel, Vall d'Aiora, algunes localitats de l'Horta de València, la Serrania del Túria i el Racó d’Ademús.
En 1988 María Teresa Oller i Fermín Pardo tornen a formar equip per a presentar a la Institució Valenciana d’Estudis i Investigació (IVEI) un projecte monogràfic dedicat al cant de los mayos en les comarques valencianes. La institució els va concedir una ajuda econòmica que va fer possible augmentar la col·lecció de textos i melodies que María Teresa Oller va transcriure i analitzar.

## Obra
- Armiñana, Rosa; Oller, María Teresa. Veus d'un poble : Betxí.  València: Institut d'Estudis Valencians, 1983.
- Oller, María Teresa; Palau, Manuel. Madrigales y canciones polifónicas : autores anónimos de los siglos XVI y XVII : Archivo de la S. I. M. Catedral de.  [Valencia]: Instituto Valenciano de Musicología, 1958.
- Oller, María Teresa. Las canciones de trilla del arroz en la valenciana Ribera del Júcar.  Zaragoza: Institución "Fernando el Católico", 1969.
- Oller, María Teresa. La música coral valenciana.  Madrid: Sociedad Española de Acústica, [ca. 1972].
- Oller, María Teresa. Piezas para piano (Capricho en estilo popular, Preludio en do sostenido menor, Campanes de Nadal)[Serie La invisibilitat sonora, nº 5]. Valencia: Tot per l'aire, 2022.
- Oller, María Teresa; Calatayud, Vicent Ramon. Contar i cantar : recull de narracions i cançons populars valencianes.  València: Lo Rat Penat, D.L. 1994.
- Oller, María Teresa. Panoramica de la canço i la dansa tradicional : conferencia pronunciada amb motiu de la clausura del curs academic 1996-97 de Lo Rat Penat.  Madrid: Lo Rat Penat, 1998.
- Oller, María Teresa; Martí, Enric. Panorámica de la música y danza tradicional valenciana..  [Valencia]: Universidad Politécnica, D.L. 1998.
- Oller, María Teresa. Cançons narratives valencianes.  València: Lo Rat Penat, 2000.
- Bartual, Rosa; Oller, María Teresa; Madrid, Jesús A. L'albà de l'Alcora.  Valencia: Lo Rat Penat, 2003.
- Oller, María Teresa. La navidad en Valencia.  València: Aula de Cultura Tradicional Valenciana, Universitat Politècnica de València, D.L. 2004.
- Oller, María Teresa. Canciones tradicionales valencianas infantiles y de cuna.  València: Aula de Cultura Tradicional Valenciana, Universitat Politècnica de València, [2006].
- Oller, María Teresa. La canción campesina en el folclore musical valenciano.  València: Aula de Cultura Tradicional Valenciana, Universitat Politècnica de València, [2007].
- Oller, María Teresa; Bartual, Rosa. Tot menos apurarse : canciones humóristicas valencianes.  [Valencia]: Aula de Cultura Tradicional Valenciana, Universitat Politècnica de València, D.L. 2007..
- Oller, María Teresa; Martí, Enric. Panorámica de la música y danza tradicional valenciana..  [Valencia]: Aula Enric Martí de Cultura Tradicional Valenciana, Universitat Politécnica de València, D.L. 2007..
- Oller, María Teresa. Los "gozos" en la tradición musical del pueblo valenciano.  València: Aula Enric Martí de Cultura Tradicional Valenciana, Universitat Politècnica de València, D.L. 2009.
- Oller, María Teresa. La Pasión de Jesús de Nazareth en la canción tradicional valenciana.  València: Aula Enric Martí de Cultura Tradicional Valenciana, Universitat Politècnica de València, [2010].
- Oller, María Teresa. Canciones tradicionales valencianas, pascueras.  València: Aula Enric Martí de Cultura Tradicional Valenciana, Universitat Politècnica de València, [2011].
- Oller, María Teresa. Frases, sentències i dites valencianes.  València: Lo Rat Penat, D.L. 2011.
- Pardo, Fermín; Oller, María Teresa. Los mayos en el Campo de Requena-Utiel y otras comarcas valencianas.  [Requena]: Centro de Estudios Requenenses, D.L. 1997.
- Seguí, Salvador; Oller, María Teresa; Pardo, Fermín; Jesús-María, José A. Danzas de Titaguas.  València: Sección Folklore Musical. Instituto de Etnología Valenciana. Institución Alfons el Magnànim, 1979 (Cuadernos de música folklòrica valenciana. Segunda época ; 2).
- Seguí, Salvador; Oller, María Teresa; López, José Luis; Pardo, Fermín; Garrido, Sebastián. Cancionero musical de la provincia de Valencia.  Valencia: Institución Alfonso el Magnánimo, 1980.

- Esperança vos sou digna de lloança, peça musical per a cor de veus iguals